# 安州区
安州区（あんしゅう-く）は中華人民共和国四川省綿陽市に位置する市轄区。

## 地理
安州区は四川盆地北西部に位置している。

## 歴史
県域に行政区画が設置されたのは347年（永和3年）、東晋により巴西郡の下に晋興県・益昌県・西充国県が設置されたことに始まる。413年（義熙9年）には晋興県・益昌県を統合し西浦県が設置され、梓潼郡に属したが、南朝梁に西浦県が再度晋興県・益昌県に分割されている。552年には西充国県に新に平州県が設置され、巴西郡に属した。西魏の時代になると晋興県は益昌県に統合されている。571年（天和6年）、北周は平州県を廃止、旧晋興県域と統合し金山県設置している。
隋朝が中国を統一すると583年（開皇3年）に益昌県を金山県に統合、586年（開皇6年）には旧平州県地域に神泉県を新設し、それぞれ綿州の管轄とされた。607年（大業3年）、州制の廃止に伴い綿州は金山郡に改編、それと同時に金山県は神泉県に統合されている。620年（武徳3年）、唐朝は旧金山県地域に竜安県を新設、682年（永淳元年）には旧益昌県地域に西昌県を新設し、綿州の管轄とした。
宋代になると1072年（熙寧5年）、西昌県が竜安県に編入され、神泉県とともに綿州巴西郡管轄の管轄とされた。1117年（政和7年）、竜安県・神泉県及び茂州石泉県を管轄する石泉軍が成都府路の下に置かれている。1264年（中統5年）に石泉軍は安州に昇格、竜安県・神泉県は廃止され州直轄地とされた。
1374年（洪武7年）、明朝は安州を安県に降格、成都府の管轄とした。1722年（雍正5年）、錦州が直隷州に昇格した際に安県もその管轄に移管されている。1913年（民国2年）、中華民国北京政府は州制を廃止、安県は四川省の直轄行政区とされた。
1949年12月25日、中華人民共和国の施政下に編入された安県は1950年に綿陽専区の管轄とされた。1968年の行政改革により綿陽専区は綿陽地区とされ、1985年2月の地級市としての綿陽市が成立するとその管轄下に置かれた。2016年3月に市轄区に昇格された。

## 行政区画
10鎮を管轄する。
- 鎮:桑棗鎮、花荄鎮、黄土鎮、塔水鎮、秀水鎮、河清鎮、界牌鎮、雎水鎮、千仏鎮、高川鎮

## 名所・旧跡・観光スポット
- 白水湖 (四川)（中国語版）
- 羅浮山（中国語版）
- 文星塔
- 安県姉妹橋
- 七賢柏

## 交通
道路
省道
- 105省道

## 健康・医療・衛生
- 安州区人民医院